# Klášter Helfta
Klášter Helfta je významný znovuobnovený klášter cisterciaček v německé obci Helfta (dnes místní část města Lutherstadt Eisleben) v Sasku-Anhaltsku. Založili jej Burkhard z Mansfeldu a jeho manželka Alžběta ze Schwarzburgu roku 1229. Proslavila jej Gertruda z Hackebornu († 1292). Byl zrušen v důsledku reformace roku 1542. Pobořené stavby byly rekonstruovány v letech 1999-2008, obnoven kostel i s klášterem a v současnosti slouží jako multifunkční spirituální, vzdělávací, charitativní a turistické centrum.

## Historie

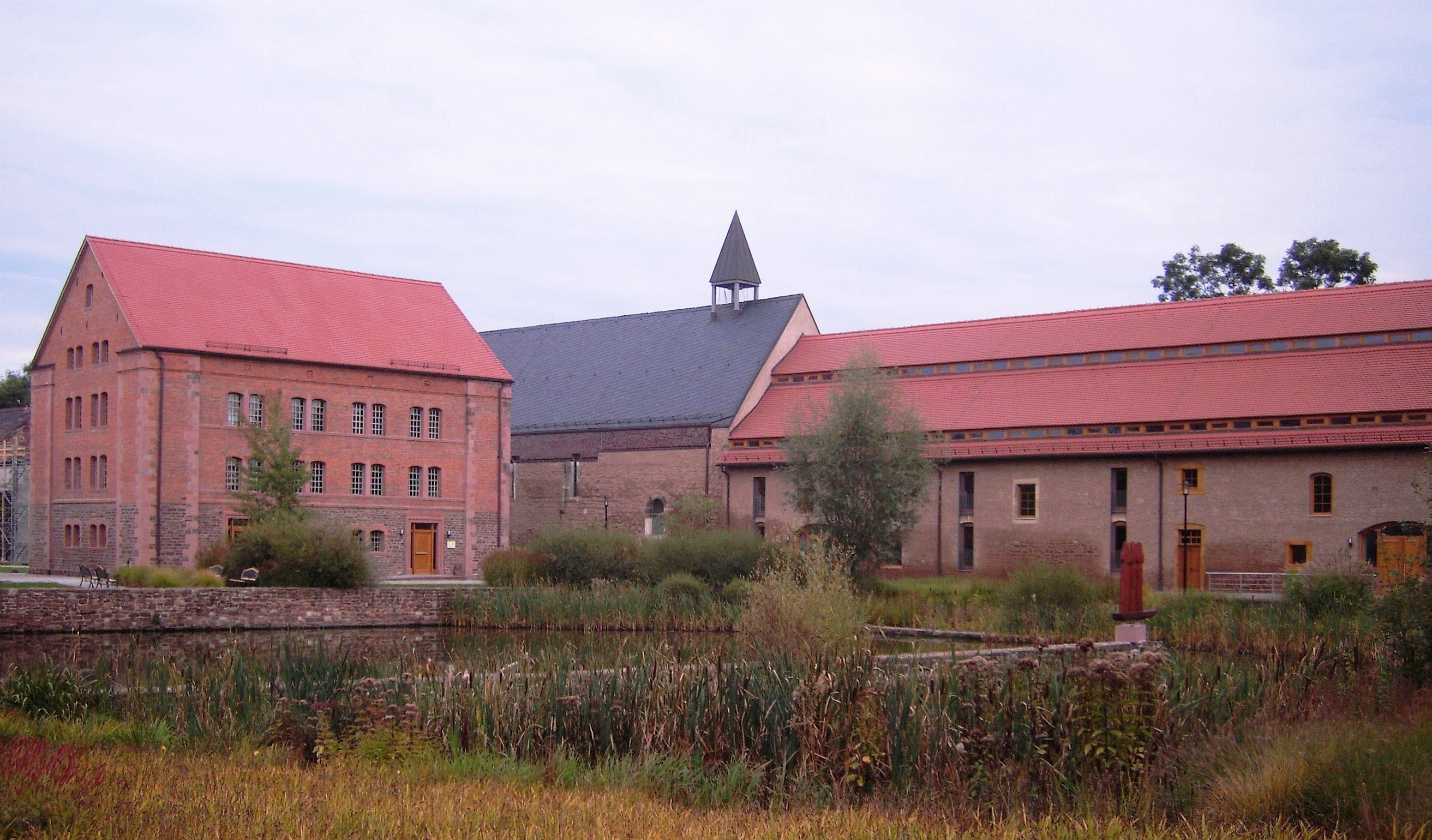
Liboriův dům, kostel a konvent

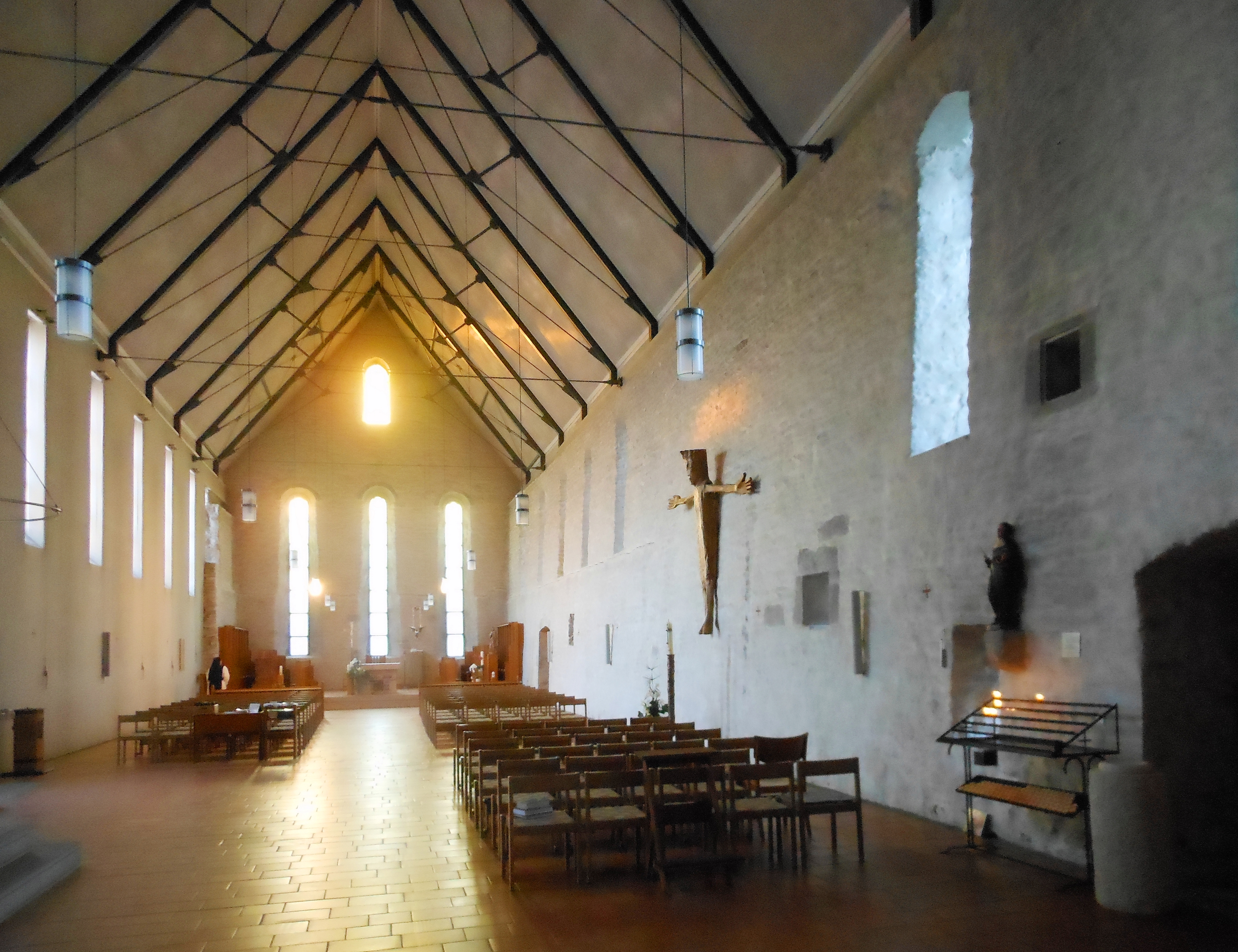
Interiér kostela Panny Marie (2008)

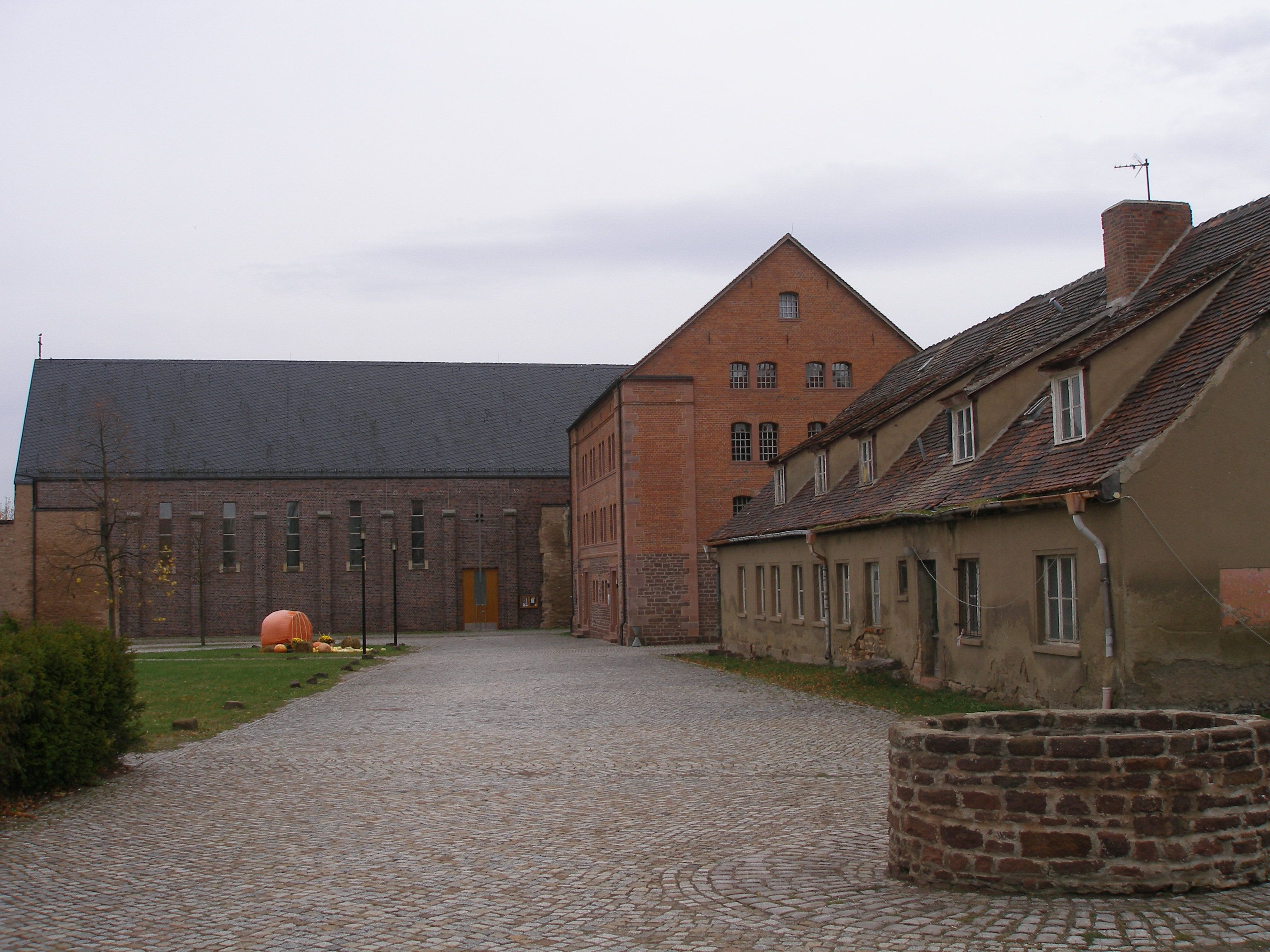
Dvůr se studnou

Klášter založili hrabě Burkhard z Mansfeldu a jeho manželka, Alžběta ze Schwarzburgu roku 1229 pod ochranou hradu Mansfeld. Sestry přišly z mateřského konventu v Seligenthalu. Jako duchovní centrum jej proslavila Gertruda z Hackebornu († 1292). Ve 2. čtvrtině 13. století byly objekty vystavěny v románském slohu a později také v gotickém slohu, převážně z cihlového zdiva.
Ve 13. století byl klášter významným střediskem středověké ženské spirituality: byl sídlem trojice významných mystiček (Gertruda Veliká, Mechthilda z Magdeburku a Mechtilda z Hackebornu), jejichž spisy ovlivnily významně život v Německu.
V období německé reformace za selské války byl klášter roku 1542 zrušen a jeho stavby pobořeny. Později zůstával součástí pruského venkovského panství. V období NDR sloučily budovy zemědělskému družstvu, v kostele byla stodola pro uložení sena. Podle projektu z roku 1988 byl klášter po dvacet let rekonstruován do jednodušší podoby, objekty zachovávají původní uspořádání ve hmotě, nikoliv ve stylu a detailech. Kostel Panny Marie byl znovu vysvěcen.

## Současnost
- Kostel Panny Marie
- Vzdělávací centrum a exerciciční dům (2001)
- Klášter sv. Gertrudy
- Hotel s pivovarem v k klášterní bráně (2003)
- Domov seniorů s pečovatelskou službou sv. Mechthildy (Caritas) (2003)
- Liboriův dům v bývalém špýcharu (2003)
- Konvent
- Kaple sv. Gertrudy (2008)
- Zahrada, sad a rybník

Na hrázi klášterního rybníka bylo roku 2013 vztyčeno sousoší tří sester mystiček stojících ve člunu.